# 澄江文庙
澄江文庙位于中华人民共和国云南省澄江市老城区人民东路35号，是云南现存规模较大的文庙之一，属于省级文物保护单位。

## 历史
澄江修建文庙的历史可以追溯到元朝，当时云南平章政事赛典赤在任期间，曾大力推广儒学教育，广置孔庙。当时的澄江路也在府城（今澄江市右所镇旧城村）建立了文庙。明隆庆年间，因旧城常遭水患，便将府城迁至舞凤山麓。之后旧城文庙改为玉笋书院，但新府城却并未建设文庙。直到清康熙四十一年（1702年），为解决澄江、河阳两级学宫而在新府城建设文庙，属府制文庙，占地面积达7120平方米，西与原澄江府署衙并排。由于康熙年间澄江进士赵士麟在京任少宰，故澄江文庙突破一般府城规格，建筑规模特别宏大、壮观，堪称附近州、县庙宇之冠，是省内较大的文庙之一。
1939年国立中山大学西迁澄江时，文学院在澄江文庙办学。

## 现状
澄江文庙是目前澄江市现存规模最大的古建筑群，现存建筑由大门、泮池、状元桥、棂星门、大成门、大成殿组成，文庙中轴线长达143米，整个建筑群均建在一条南北向的中轴线上。位于最内的大成殿高16米，五开间，通面阔27.5米，进深19.5米，重檐歇山顶，不用斗拱。大成门建于高0.8米的台基上，长20.5米，进深9米，抬梁式构架，单檐硬山屋顶。棂星门系土木结构的牌坊，高9.2米，通宽13.1米，分左、中、右3道门。歇山顶。泮池由两个扇形组成，半径9.2米，弧长15.9米，周围砌石栏。泮池上建有三孔石拱桥，也称状元桥，长12.4米，宽3.35米，坡度为25°。
文庙建筑群规模宏大，梁架结构科学巧妙，古朴而不失庄严，特别是保存数量众多且雕刻精美，寓意祥瑞的石雕更显珍贵，充分体现了独特的古代建筑艺术和民族民俗风格。2019年被公布为云南省文物保护单位。2023年以“中山大学文学院党小组旧址”的名义列入云南省第二批不可移动革命文物名录。